# Nada Mezni Hafaiedh
Nada Mezni Hafaiedh là một đạo diễn phim người Tunisia. Sinh năm 1984 tại Ả Rập Saudi, bà từ khi còn nhỏ tiếp xúc với các nền văn hóa khác nhau do cha mẹ ngoại giao. Ả Rập Saudi, Mỹ, Pháp, Canada đại diện cho một nhóm phát triển niềm đam mê điện ảnh của bà.
Năm mười tuổi, sở thích của bà đã được giả định, bà từng sản xuất các bộ phim và video clip nghiệp dư bằng cách đưa bạn bè và gia đình làm diễn viên. Bà đến Montreal để hoàn thành việc học quản trị kinh doanh tại Đại học McGill, nhưng sớm thay đổi chương trình giảng dạy để theo đuổi đam mê làm phim. Tốt nghiệp trường Điện ảnh Mel Hoppenheim, bà đạo diễn một số bộ phim ngắn, sẽ nhanh chóng được cộng đồng Canada đánh giá cao.
bà được biết đến với việc xé bỏ điều cấm kỵ và chạm vào những vấn đề cơ bản có liên quan đến tự do. Bà cũng được biết đến với việc chỉ đạo các bộ phim của mình theo một kiểu hiện thực bằng cách quay chúng theo cách rất tự phát.
Khi trở về nước xuất xứ, Tunisia năm 2009, bà đã mở bàng ty sản xuất của mình, Leyth Production, nơi bà quyết định thực hiện bộ phim điện ảnh đầu tiên của mình. Điều gì dữ dội hơn việc tạo ra một bản đồ của xã hội Tunisia Histoires Tunisiennes 2011 (Câu chuyện Tunisia), đó là bộ phim đầu tiên được phát hành sau cuộc cách mạng. Bộ phim đã thực hiện một số liên hoan và nhận được giải thưởng. Bàng chiếu quốc tế của nó là trong Liên hoan phim châu Phi Luxor. Bà cũng đã viết và đạo diễn một phiên bản serie của bộ phim Histoires Tunisiennes (Hkayet Tunisia) cho một kênh truyền hình tư nhân Tunisia El Hiwar El Tounsi] vào năm 2015. Bà phát hành phim The Shadow (Au-delà de l'ombre) có bao nhiêu khó khăn để phát triển và bảo vệ tự do tình dục của bạn trong một xã hội đồng bóng nơi nó bị cấm kỵ hoặc bị chê bai mạnh mẽ.